# Plaza de la Merced (Málaga)
La plaza de la Merced es una plaza situada en el barrio homónimo de la ciudad española de Málaga.
Se trata de una de las principales plazas del centro de la ciudad, donde se desarrollan habitualmente actos y festivales. En la plaza están situados el obelisco en homenaje al General Torrijos y la casa natal de Picasso, sede de la Fundación Picasso Museo Casa Natal.

## Historia

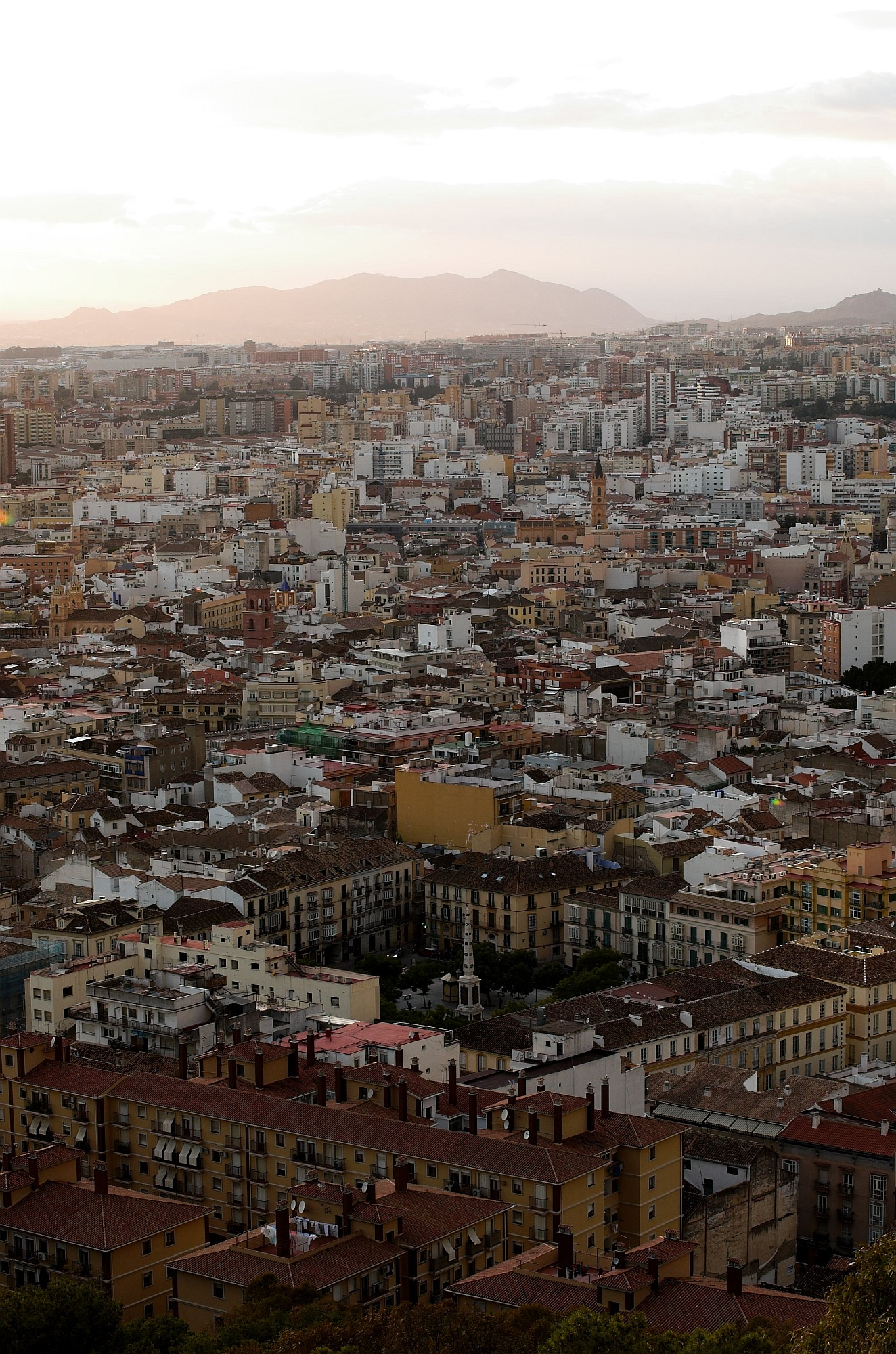
Plaza de la Merced vista desde el castillo de Gibralfaro.

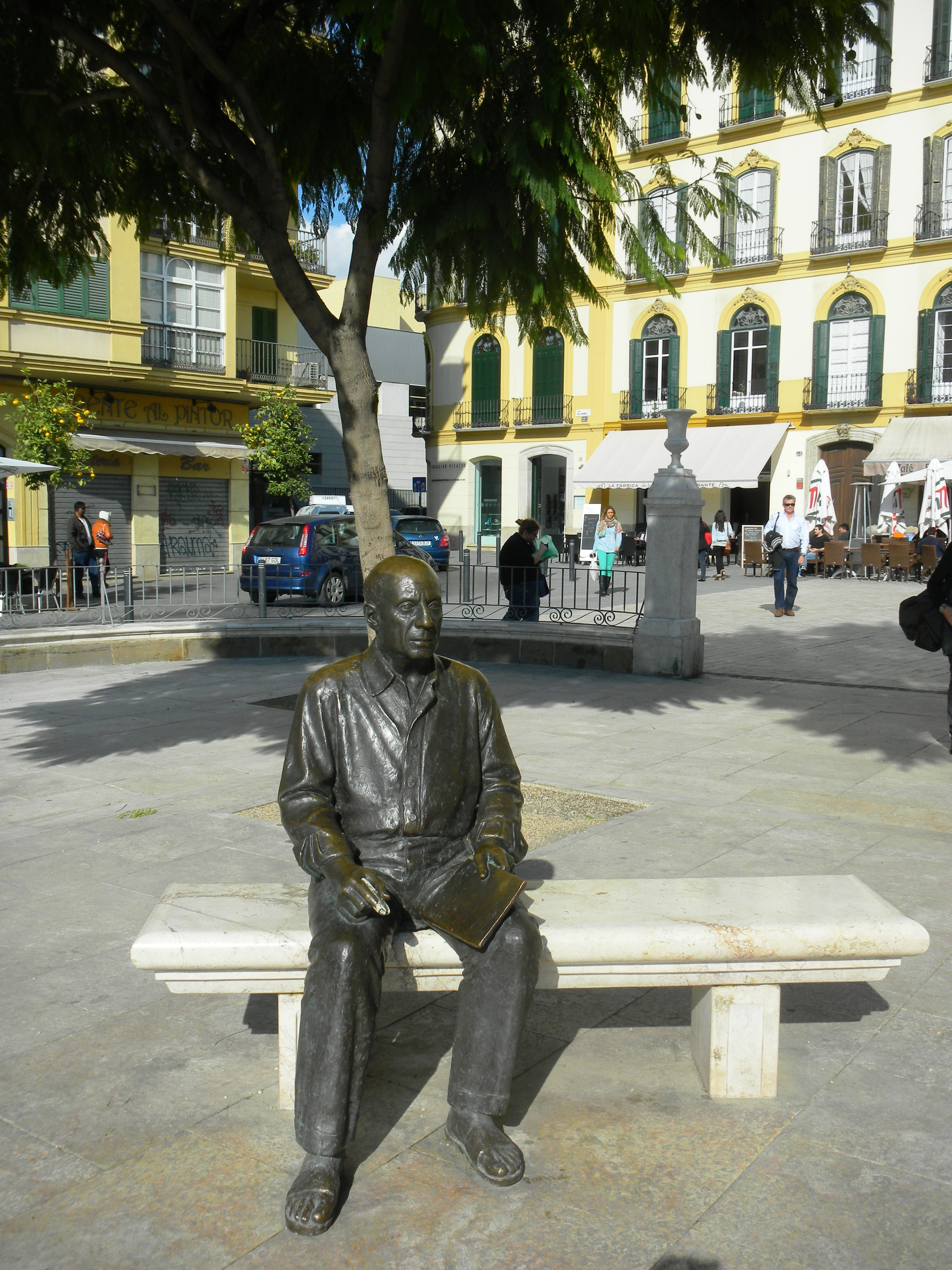
Estatua de Pablo Picasso, artista que nació en uno de los edificios que rodean la plaza de la Merced.

Este lugar se apunta, según algunas teorías, como el hipotético emplazamiento de un supuesto anfiteatro o un gimnasio de la época romana, aunque las últimas excavaciones (2019-2020) han descartado esta suposición.

### La plaza medieval
Los Reyes Católicos entraron por este lugar durante la conquista cristiana de la ciudad el 19 de agosto de 1487, donde se encontraba la denominada puerta de Granada, aunque los musulmanes la denominaban como bib al-malaad, "puerta del teatro", debido al Teatro romano de sus cercanías. Garci Fernández Manrique, primer corregidor de Málaga, instaló un mesón en el lugar para albergar a los musulmanes, que tenían prohibido pernoctar en el interior de la muralla. Una vez conquistada Granada y terminado el peligro, este establecimiento se convirtió en un hospital advocado a Santa Ana. La primigenia plaza fue una explanada extramuros que tras la conquista cristiana pasó a albergar un mercado, de donde recibió el nombre de plaza del Mercado, así como plaza de los Álamos por la vegetación instalada. En 1507, los mercedarios obtuvieron un terreno de la plaza para albergar la iglesia de Nuestra Señora de la Merced, de la que provino su denominación actual. Los monjes cambiaron su ubicación desde la costa hacia el interior debido a los constantes ataques de los piratas berberiscos. El carácter cristiano de la plaza se vio acrecentado por la construcción del convento de las monjas de Nuestra Señora de la Paz.

### La plaza moderna
La plaza adquirió un carácter más civil durante el siglo XIX, debido a los desfiles militares realizados por el ejército francés de la España napoleónica y, especialmente, cuando se hospedó en el número 15 de la plaza el general liberal Rafael del Riego el 19 de febrero de 1820. Este hecho influenció en la nueva denominación como plaza de Riego de este espacio. Las diversas desamortizaciones de esta centuria acabaron con el convento de la Paz en 1835, siendo aprovechado este espacio por José Campos Garín, marqués de Iznate, para levantar dos manzanas conocidas como Casas de Campos en 1870; mientras que el huerto del convento fue ocupado por un cuartel militar. En este siglo se convirtió en un lugar de esparcimiento para los burgueses. Por entonces se hallaba una fuente en el centro, que fue suplantada por el Monumento a Torrijos en 1842, obra de Rafael Mitjana, obelisco en cuya cripta alberga los restos fúnebres del general José María de Torrijos y sus 48 compañeros, fusilados en la playa de San Andrés en 1831.Los restos fúnebres del General Torrijos se encuentra exactamente en el centro de la plaza de la merced, marcado por un alto obelisco que fue inaugurado el 11 de diciembre de 1842 y sus 47 compañeros que desembarcaron en la playa de El Bulto en 1831,estos pretendían promover un levantamiento liberal. En el subsuelo de la plaza de la merced podemos encontrar distintas curiosidades sobre este monumento, la construcción se realizó en parte con arena de la playa, pero una de las curiosidades que se afirman sobre el monumento es que esa parte de suelo pertenece al Estado francés aunque no se haya encontrado hasta el momento ninguna prueba declarando esta afirmación.
En cuanto a esos compañeros del General Torrijos están enterrados exactamente donde se ve una pequeña cripta, uno de los compañeros en concreto el irlandés Robert Boyd está enterrado en el cementerio inglés. En 2005 se abrió la cripta a orden del ayuntamiento de Málaga, a la que se accede desde una losa de mármol situada a los pies del obelisco. Los cuerpos se guardaron en cajas de acero protegiéndolos así de la humedad que se filtra en el interior de la cripta. La plaza fue rodeada por un pretil de piedra y una verja de hierro en 1858.
La iglesia de la Merced ardió con la quema de conventos de 1931 y fue demolida en 1964 para construir en su lugar un bloque de viviendas. A mediados del siglo XX en esta iglesia en ruinas ocurrieron unos sucesos religiosos de índole iluminista con una congregación de irregularidad canónica denominada vulgarmente como "Las Hipolitinas".
El 5 de diciembre de 2008, se ubicó en el lugar una estatua de Pablo Ruiz Picasso sedente realizada en bronce por el escultor Francisco López Hernández.

### Cines Victoria y Astoria
Una vez demolido el antiguo hospital de Santa Ana, se construyeron diversos cines, como el Cine Pascualini que se ubicó hasta 1906, seguido del Cine Victoria (1913-68; 1979-2004) y el Cine Astoria (1979-2004). La plaza fue reformada en 1988 y de nuevo en 2011, conservando su imagen decimonónica. Tras adquirir el antiguo edificio de los cines el Ayuntamiento de Málaga en 2010 por 21 millones de euros, lanzó un concurso de ideas en 2017 que debía pasar un filtro arqueológico.
En septiembre de 2019, comenzaron los trabajos de demolición de los cines Victoria y Astoria, concluidos un par de meses más tarde con un presupuesto de más de 260.000 euros. Los trabajos arqueológicos, dirigidos por Ana Arancibia y Cristina Chacón, se iniciaron justo a continuación de la demolición, en noviembre del mismo año, en la que se encontraron más de 300 esqueletos de época de los Reyes Católicos, probablemente soldados que participaron en la conquista de la ciudad, así como enterramientos romanos del siglo I y II, restos de un barrio alfarero del siglo XI y el arrabal nazarí de Fontanella. Una vez alcanzados los 5,5 metros de profundidad, se ha decidido realizar un sondeo geoarqueológico, que permitirá vislumbrar si existen restos a más profundidad sin dañar los ya hallados.

## Arquitectura
Entre las edificaciones notables que rodean la plaza destacan:
- Los números nueve y diez, los más antiguos de la plaza, con fachadas del siglo XVIII.
- El número doce, edificio de 1883, que presenta una galería acristalada en la última planta.
- Los números quince a veinte, conocidos como las Casas de Campos, donde nació Pablo Picasso en 1881. Hoy son la sede la Fundación Picasso.
- El número uno, de 1878.

## Vecinos ilustres
Además de Picasso y Rafael de Riego, en la plaza vivieron el escultor Fernando Ortiz, el escritor Juan José Relosillas, el arquitecto Gerónimo Cuervo y los pintores Bernardo Ferrándiz y Enrique Brinkmann. En diciembre de 2008 se instaló en esta plaza una escultura de cuerpo entero de Picasso, obra realizada por Francisco López Hernández.